# Noomi Rapace
Noomi Rapace (Hudiksvall, 28 december 1979) is een Zweedse actrice. Ze speelde onder meer hoofdpersonage Lisbeth Salander in de originele drie verfilmingen van de Millennium-trilogie. Voor het eerste deel Män som hatar kvinnor (alias 'Mannen die vrouwen haten') werd ze in 2009 genomineerd voor de European Film Award voor beste actrice.
Rapaces geboortenaam is Norén. De achternaam Rapace dankt ze aan haar huwelijk met de Zweedse acteur Ola Rapace, met wie ze een zoon kreeg en van wie zij in 2010 scheidde. Ze heeft een Spaanse vader en een Zweedse moeder en groeide op in Järna (Zweden) en in Flúðir (IJsland). 
In november 2012 verscheen ze in een videoclip van The Rolling Stones voor de single 'Doom and Gloom'.

## Filmografie
*Exclusief televisiefilms
- Svart Krabba (2022)
- I onde dager (2021, alias 'The Trip')
- Lamb (2021)
- The Secrets We Keep (2020)
- Angel of Mine (2019)
- Close (2019)
- Stockholm (2018)
- Bright (2017)
- Unlocked  (2017)
- What Happened to Monday (2017)
- Alien: Covenant (2017, cameo)
- Rupture (2016)
- Child 44 (2015)
- The Drop (2014)
- Dead Man Down (2013)
- Passion (2012)
- Prometheus (2012)
- Sherlock Holmes: A Game of Shadows (2011)
- Babycall (2011)
- Svinalängorna (2010)
- Luftslottet som sprängdes (2009, alias Millennium 3: Gerechtigheid)
- Flickan som lekte med elden (2009, alias De vrouw die met vuur speelde)
- Män som hatar kvinnor (2009, alias Mannen die vrouwen haten)
- Daisy Diamond (2007)
- Du & jag (2006)
- Enhälligt beslut (2006)
- Bloodbrothers (2005)
- Toleransens gränser (2005)
- Capricciosa (2003)
- En utflykt till månens baksida (2003)
- Sanning eller konsekvens (1997)